# Sigge Berggren

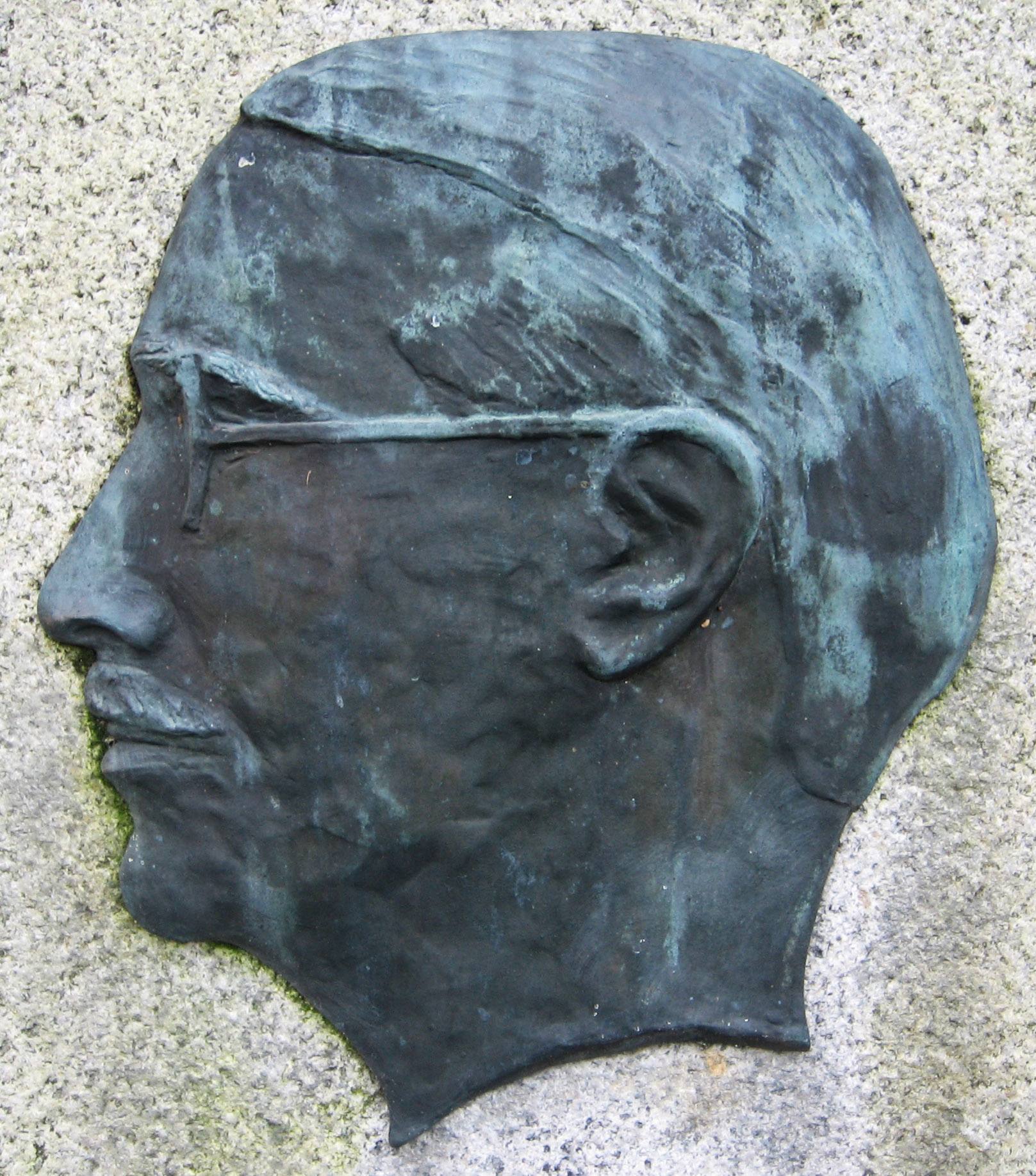
Porträttrelief av Frank Heller på dennes gravsten i Lund, 1950

Karl Sigurd (Sigge) Berggren, född 21 maj 1911 i Malmö Sankt Pauli församling, död 15 oktober 1968 i Malmö, Fosie församling, var en svensk skulptör.
Sigge Berggren var son till folkskolläraren Karl Johan Mauritz Berggren och Sigrid Amina, ogift Palmqvist. Han bedrev studier i Sverige, Tyskland, Köpenhamn och i Paris.
Han finns representerad som offentlig utsmyckning i form av porträttrelief av Frank Heller på dennes gravsten från 1950 i Lund. Berggren har också reliefer på Östra Sjukhuset i Malmö.
Berggren var en tid gift, men skilde sig 1944. Han är begravd i familjegrav på Limhamns kyrkogård i Malmö, där även föräldrarna vilar.